# Jonathan Lindseth
Jonathan Lindseth, né le 25 février 1996 à Porsgrunn en Norvège, est un footballeur norvégien qui joue au poste de milieu central au CSKA Sofia.

## Biographie

### Débuts professionnels
Né à Porsgrunn en Norvège, Jonathan Lindseth est formé par deux clubs de la ville, le Urædd FK et le Pors Grenland avant de rejoindre l'Odds BK. C'est avec ce club qu'il entame sa carrière professionnelle, jouant son premier match le 24 avril 2014, face au Kjapp IL, en coupe de Norvège. Il entre en jeu à la place de Fredrik Nordkvelle (en) et son équipe s'impose par quatre buts à zéro.
En 2016 il rejoint le Mjøndalen IF.

### Sarpsborg 08 FF
En janvier 2019, Jonathan Lindseth rejoint librement le Sarpsborg 08 FF. Le transfert est annoncé dès le 6 août 2018 et il signe un contrat de deux ans, soit jusqu'en décembre 2020.

### CSKA Sofia
Le 25 juillet 2022, le Sarpsborg 08 FF annonce avoir vendu Jonathan Lindseth au CSKA Sofia, en Bulgarie,.
Jonathan Lindseth inscrit son premier but pour le CSKA Sofia le 28 octobre 2022, lors d'une rencontre de championnat face au FK Arda Kardjali. Titulaire, il ouvre le score et son équipe l'emporte par trois buts à un.